# Rijs

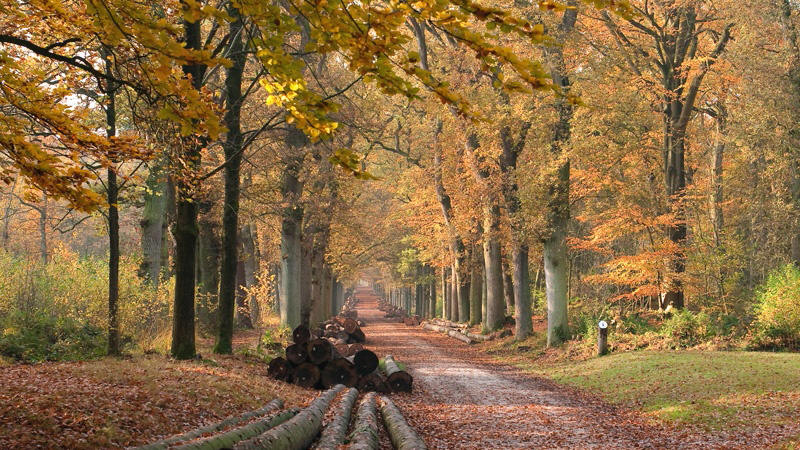
Het Rijsterbos

Rijs (Fries: Riis) is een lintdorp in de gemeente De Friese Meren, in de Nederlandse provincie Friesland. Rijs ligt tussen Bakhuizen en Oudemirdum aan de noordoostkant van het Rijsterbos vlak bij het IJsselmeer. De gezamenlijke dorpsbelangenvereniging "Bakhuizen, Mirns en Rijs" behartigt de belangen van deze drie dorpen. In 2023 telde het dorp Rijs 185 inwoners.

## Geschiedenis
De naam Rijs (Fries: Riis) wordt in 1333 genoemd als een uithof van de abdij Staveren. Al in de prehistorie is er menselijke activiteit geweest getuige de in het Rijsterbos gevonden grafheuvel die de enige in zijn soort is in Friesland. Deze grafheuvel is een door mensen van de klokbekercultuur met veldstenen gebouwde steenkist en werd in 1849 door een bosarbeider ontdekt. De keien werden weggehaald en gebruikt voor wegverharding. De restanten van de grafkist zijn nog in de zuidwesthoek van het bos te vinden. 
In de middeleeuwen stond in Rijs, achteraan het terrein van het latere Huize Rijs, een kapel met daarin Maria. Het dorp werd een soort bedevaartsoord. Deze kapel was verbonden aan het Sint Odulfusklooster van Hemelum en het vlakbij in Harich gelegen "Spitael" waar teruggekeerde kruisvaarders werden verzorgd. Achter de kapel in het bos was een dodenakker, waar archeologen opgravingen hebben gedaan en daarbij menselijke resten uit de middeleeuwen hebben gevonden.
In de 17e eeuw verwierf Hiob De Wildt Rijs en omstreken, daarvoor was het in het bezit van de familie Galama. De Wildt bracht de streek in cultuur, onder andere door de aanleg van tabaksplantages. Ook liet hij Huis Rijs bouwen. Zijn kleinzoon David de Wildt liet bij Huis Rijs een sterrenbos aanleggen. Via huwelijk en vererving kwam Rijs in het bezit van achtereenvolgens de families Rengers en Van Swinderen. Markant onderdeel van Rijs was Huize Rijs. Het huis werd in 1937 vanwege te hoge onderhoudskosten gesloopt. Ten noorden van het oude huis verrees een nieuw Huize Rijs.
De door deze families aangeplante bossen in Gaasterland dienden voor de productie van onder andere ‘eiken hakhout' als stookhout voor bakkerijen. De eikenschors (looizuur) werd gebruikt voor de verwerking van leer in onder andere Duitsland en Noord-Brabant.
Hiernaast lieten de Van Swinderens de Luts en zijkanalen uitgraven. Waar van oudsher de Luts slechts een afwateringsriviertje van de hoge zandgronden van Gaasterland was, werd dit de verbinding tussen het Slotermeer en de Fluessen. De Luts loopt dwars door bosrijk gebied. De rivier was een belangrijk afvoerkanaal voor het gekapte hout.
In de 19e en 20e eeuw groeide de plaats door ontginning uit van buurtschap tot een dorp. Het was voor die tijd niet meer dan een kleine buurt onder Bakhuizen. De in de 17e eeuw gegraven Rijstervaart loopt in noordelijke richting naar de Fluessen.
De in de 19e eeuw opgerichte en in den Haag zetelende Handelsmaatschappij Gaasterland nam delen van de bezittingen van de Van Swinderens over en exploiteerden het gebied verder. Na 1850 nam de bebouwing toe. Er verrezen enkele villa's, een hotel en woonhuizen, een steenfabriek met arbeiderswoningen en een smederij, waaraan de Smitsleane zijn naam dankt. In 2016 is het weiland waar eens het slot stond opnieuw ingericht met een hernieuwd aangelegde slotvijver. De contouren van de oorspronkelijke fundamenten zijn door betonstroken gemarkeerd.
Een van de kenmerkendste villa's die nog bestaat is het in 1912 door de Maatschappij Gaasterland gebouwde Mooi Gaasterland. Naast deze villa staat sinds 1947 een kapelletje van de Dochters van Onze Lieve Vrouw van het Heilige Hart. Deze orde werd in 1882 gesticht in Issoudun te Frankrijk. Het hoofdklooster voor Nederland staat in Tilburg. Na de opheffing in 1924 van " de maatschappij Gaasterland' werd de Villa gebruikt door De Utrechtse Diocesane bond der Katholieke Arbeiders Beweging. In de villa werd een koloniehuis voor onder meer bleekneusjes uit de stad gevestigd. Later diende het als kantoorgebouw van het daar gehuisveste medisch kindertehuis. Inmiddels is het gebouw verbouwd.
In 1903 werd door de Maatschappij Gaasterland in Rijs de steenfabriek "Friso" opgericht aan de Mientwei. De gebruikte leem uit eigen omgeving was van inferieure kwaliteit. De leem moest vervolgens uit ander streken van Friesland betrokken worden. De hoge transportkosten maakten het bedrijf onrendabel. Tijdens de Eerste Wereldoorlog In 1916 werden in de leegstaande en provisorisch omgebouwde droogschuren geïnterneerde Belgische militairen gehuisvest. Zij waren tijdens de Eerste Wereldoorlog gevlucht uit hun woongebied. Het totale aantal op dit terrein geïnterneerden liep op tot circa 1600. In 1919 werden de vrijgekomen barakken verkocht en de meeste gebouwen gesloopt.
Het Rijsterbos was in de Tweede Wereldoorlog een lanceerplek van V2-raketten. In september 1944 werden in een aantal weken door het Duitse 444 Art. Lehr-Versuchsbataljon ca. 70 raketten gelanceerd. Deze werden eerst afgeschoten richting Zuidwest-Engeland, waar zij weinig schade aanrichten. Later werd het vuur verlegd naar de voor de geallieerde opmars belangrijke haven Antwerpen waar zij, samen met V2's van lanceerinrichtingen elders, zeer veel schade en slachtoffers veroorzaakten. De eerste dodelijke slachtoffers in de stad Antwerpen vielen door een V2 afgevuurd uit Rijs. In en om het bos zijn nog sporen van soms ook mislukte V2-lanceringen te vinden.
In 1964 opende Sybrandy zijn speeltuin (ook bekend als vogeltjespark). Er waren speeltuinen zowel achter 'Hotel Gaasterland' als 'Hotel Jans', waar een soort trein op een minimonorail op het terrein stond. Er werden wekelijks dansavonden achter hotel 'Jans' georganiseerd. In 1970 vond het Peace op Riis festival plaats, dat opnieuw in 2012 door de organisatie theatertuin Riis nog eens werd overgedaan als Gaasterland popfestival “Love en peace, een sprankje flower power in Rijs”. De theatertuin is in oude glorie hersteld. Er worden regelmatig muziekfestivals en andere activiteiten georganiseerd.
Vanaf 1 januari 2014 ligt Rijs in de gemeente de De Friese Meren. Tot 1 januari 2014 lag Rijs in de gemeente Gaasterland-Sloten.

## Toerisme
Rijs is een toeristische plaats. Er zijn dan ook een aantal campings, twee hotels en vier restaurants. Een attractie was het Sybrandy's Speelpark, dat in 2020 naar Oudemirdum is verhuisd.

## Openbaar vervoer
- Bus, lijn 44: Sneek - Jutrijp - Hommerts - Koufurderrige - Woudsend - Ypecolsga - Balk - Sondel - Nijemirdum - Oudemirdum - Rijs - Mirns - Bakhuizen - Hemelum - Koudum - Hindeloopen - Workum - Parrega - Tjerkwerd - Bolsward

## Geboren in Rijs
- Johann Frederik Mauritz Herbell (1752-1819), historicus en rechter